# La Tombe (nouvelle de H. P. Lovecraft)
La Tombe (The Tomb) est une nouvelle écrite par H. P. Lovecraft en juin 1917, et publiée pour la première fois en mars 1922 dans la revue Vagrant. Elle raconte l'histoire de Jervas Dudley, qui devient obsédé par un mausolée situé près de sa maison d'enfance.

## Résumé
La Tombe raconte l'histoire de Jervas Dudley, un rêveur assumé. Alors qu'il est encore enfant, il découvre l'entrée cadenassée d'un mausolée appartenant à la famille Hyde, dont le manoir voisin avait brûlé de nombreuses années auparavant. Il tente de casser le cadenas, mais en est incapable. Découragé, il se met à dormir à côté du tombeau. Finalement, inspiré par la lecture des Vies de Plutarque, Dudley décide d'attendre patiemment jusqu'à ce qu'il soit temps d'entrer dans la tombe.
Une nuit, plusieurs années plus tard, Jervas s'endort à nouveau à côté du mausolée. Il se réveille brusquement en fin d'après-midi, et s'imagine qu'à son réveil, une lumière s'est hâtivement éteinte à l'intérieur de la tombe. Il rentre alors chez lui et se rend directement au grenier, en direction d'un coffre pourri, et y trouve la clé de la tombe. Une fois à l'intérieur de la tombe, Jervas découvre un cercueil vide avec le nom de « Jervas » inscrit sur la plaque. Il commence à dormir dans le cercueil vide chaque nuit, mais ceux qui le voient dormir le voient endormi à l'extérieur de la tombe, pas à l'intérieur comme le croit Jervas. Il développe également une peur du tonnerre et du feu, et est conscient qu'il est espionné par l'un de ses voisins.
Contre son meilleur jugement, Jervas part pour la tombe la nuit alors qu'une tempête se profile. Il voit le manoir Hyde restauré dans son état antérieur, une fête y a cours, à laquelle il se joint, abandonnant son ancienne quiétude pour l'hédonisme blasphématoire. Pendant la fête, la foudre frappe le manoir et il brûle. Jervas perd connaissance, s'étant imaginé être réduit en cendres dans l'incendie. Il se retrouve ensuite à crier et à se débattre, tenu par deux hommes en présence de son père. Une petite boîte antique est découverte, ayant été déterrée par la récente tempête. À l'intérieur se trouve une miniature en porcelaine d'un homme, avec les initiales « JH ». Jervas imagine que son visage est l'image miroir du sien. Il semble qu'il soit la réincarnation de Jervas Hyde, qui revint pour être déposé avec ses ancêtres dans le tombeau familial, comme il ne l'était pas lorsque ses cendres s'envolèrent dans toutes les directions.
Jervas commence à baragouiner qu'il a dormi à l'intérieur de la tombe. Son père, attristé par l'instabilité mentale de son fils, lui dit qu'il est surveillé depuis un certain temps et qu'il n'est jamais entré dans la tombe, et en effet, le cadenas est encore rongé par la rouille. Jervas est transféré dans un asile, présumé fou. Il demande à son serviteur Hiram, qui lui est resté fidèle malgré son état actuel, d'explorer la tombe - une demande à laquelle Hiram répond. Après avoir brisé le cadenas et descendu avec une lanterne dans les profondeurs obscures, Hiram retourne vers son maître et l'informe qu'il y a, en effet, un cercueil avec une plaque où est inscrit « Jervas ». Jervas déclare ensuite qu'on lui a promis de l'enterrer dans ce cercueil à sa mort.

## Dans d'autres médias
- Une adaptation en roman graphique écrite par Steven Philip Jones et dessinée par Octavio Cariello est initialement publiée par Malibu Graphics. Elle est réimprimée en roman graphique individuel en 2016 par Caliber Comics et fait partie de la série d'anthologies H. P. Lovecraft Worlds[2].
- En 2005, BBC 7 (plus tard appelé BBC Radio 4 Extra) diffuse une adaptation de l'histoire, qui est rediffusée en 2020[3].
- Un film de 2007 est sorti en DVD sans aucun lien avec la nouvelle, bien qu'il ait été promu sous le nom de HP Lovecraft's The Tomb (en). Son intrigue est similaire à la série de films d'horreur Saw.
- Le groupe The Darkest of the Hillside Thickets (en) tire son nom d'une phrase de cette histoire.
- Le podcast Stuff You Should Know (en) présente une lecture de The Tomb pour leur podcast Halloween en 2010[4].
- L'album éponyme de 2014 de Order of the Solar Temple comprend un morceau intitulé Jervas Dudley.